# لوسی هاوکینگ
کاترین لوسی هاوکینگ (به انگلیسی: Catherine Lucy Hawking) (زاده ۲ نوامبر ۱۹۷۰) روزنامه‌نگار، رمان‌نویس، آموزگار و نیکوکار انگلیسی است. او دختر استیون هاوکینگ (فیزیکدان نظری) و جین وایلد هاوکینگ (نویسنده) است. او در لندن زندگی می‌کند.